# Пономаренко, Сергей Владиленович
Серге́й Владиле́нович Пономаре́нко (6 октября 1960, Балхаш, Карагандинская область, КССР) — советский фигурист. Выступал в спортивных танцах на льду в паре с Мариной Климовой. Олимпийский чемпион 1992 года, серебряный призёр Олимпийских игр 1988 года, бронзовый призёр Олимпиады-84. 3-кратный чемпион мира (1989, 1990, 1992), 4-кратный чемпион Европы (1989-92). Заслуженный мастер спорта СССР (1988). С Т. Дурасовой двукратный (1978 и 1979 годы) чемпион мира среди юниоров.

## Карьера
Начинал кататься с Татьяной Дурасовой в «Спартаке», одним из первых крупных соревнований стала Зимняя Спартакиада народов СССР 1978 в Свердловске, где эта пара заняла 1-е место среди юниоров. До 1991 года пара Климова — Пономаренко под руководством тренера Натальи Дубовой выступала в подчеркнуто классическом стиле, добившись исключительной красоты и легкости движений. Однако затем тренер Татьяна Тарасова резко изменила стиль на вошедший в моду в то время авангард, с необычными оригинальными хореографией и костюмами.
На взрослых соревнованиях дебютировали в 1983 году и на чемпионате Европы заняли 4 место. Уже в следующем сезоне пара Климова-Пономаренко выигрывают бронзовые медали на Олимпиаде в Сараево и на чемпионате Европы в Будапеште. В 1986 году тренер фигуристов Наталья Дубова поставила для пары золотой вальс, ставший явлением в фигурном катании. Программа разрабатывалась именно под пару Климова-Пономаренко, которые идеально владели коньком уже в начале взрослой карьеры. Сегодня золотой вальс стал обязательным видом программы в танцах на льду. С 1985 по 1988 год дуэт твердо  № 2 на международной арене, вслед за другой советской парой Бестемьянова-Букин. На всех важнейших соревнованиях этого периода они выигрывают серебряные медали. Исключением стал чемпионат СССР в Днепропетровске в 1985 году, где два ведущих мировых дуэта поменялись местами. Всего же пара Климова-Пономаренко завоевала четыре золота на чемпионатах страны (1985, 1986, 1989, 1990).
После олимпийского сезона-1988  пара Бестемьянова-Букин покидает любительский спорт и Климова-Пономаренко становятся безоговорочными мировыми лидерами и первым номером в сильнейшей сборной СССР по фигурному катанию.  Однако, основную конкуренцию им составляют не отечественные дуэты, а французская пара  Изабели и Поля Дюшене с их инновационным катанием. В отличие от классического катания советских (затем российских) пар, французы очень ярко заявили о себе в 1988 году авангардным  катанием, совершив настоящую революцию в самом консервативном виде фигурного катания.  Несмотря на лидерство российской пары и их совершенство в техническом плане, в артистизме и оригинальности катания французы начинают превосходить пару Климова-Пономаренко.  В 1991 году пара Изабель и Поль Дюшене выигрывает золото на чемпионате мира в Мюнхене, оттеснив дуэт Климова-Пономаренко на вторую позицию. Новый тренер российского дуэта Татьяна Тарасова решает кардинально изменить стиль катания подопечных, приблизив их к оригинальности французского дуэта Дюшене. Вкупе с отточенной техникой и новыми танцевальными мотивами дуэт Климова-Пономаренко триумфально вернули себе лидерство в 1992 году, выиграв все важнейшие турниры, в том числе Олимпийские игры в Альбервиле. На Олимпиаде соперничество с французами достигло своего апогея. Изабель и Поль Дюшене считались фаворитами на родной земле после прошлогоднего золота чемпионата мира. Четверо судей вытаскивали на золото французов, пятеро отдавали предпочтение российскому дуэту. Соревнования так и закончились со счетом 5-4 в пользу Климовой и Пономаренко и они стали олимпийскими чемпионами. Бронза досталась ещё одной российской паре Усова-Жулин.
О самом большом олимпийском успехе пары Климова-Пономаренко выдающийся тренер Татьяна Тарасова говорила следующее:

…Победа на Олимпиаде Климовой и Пономаренко — самая уникальная победа в танцах. Потому что танцевальные пары никогда не поднимались вновь на верхнюю ступень пьедестала, как только сойдут с первого места. Таких примеров в истории танцев не зафиксировано. А они не только поднялись, поднялись над всеми на много лет, я бы сказала, на всю оставшуюся жизнь. Они настолько творческие люди, что не потеряли интерес к самообновлению, к тренировкам, ко всему новому, к музыке, к занятиям, к искусству, что обычно у профессионалов, достигших вершины, почти не встречаешь.…
Балерина Большого театра Елена Матвеева вспоминала, как ставила Марине и Андрею показательный танец «Посвящение балету» перед своим уходом на пенсию: «Сложно описать, какие струны затрагиваются в душе человека в такой момент. Я выразила их в танце, который длится семь минут, поставив его по просьбе тренера Наталии Дубовой. Артисты одевают разминочные костюмы, репетируют у станка, смотрятся в зеркало, где-то рядом музыканты оркестра настраивают инструменты… Начинает звучать па-де-де «Дон Кихота», и артисты танцуют адажио. Затем пауза, они кланяются под аплодисменты и уносят реквизит, занавес опускается. Получился этюд на балетной основе — момент из жизни артиста. Это мой прощальный поклон своей первой профессии».
После фееричного сезона 1992 года  Климова-Пономаренко ушли в профессиональный спорт.

## После спорта

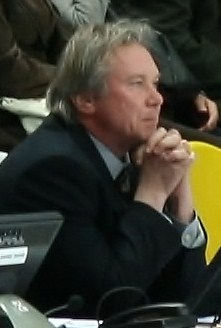
Сергей Пономаренко в качестве ассистента технического контролёра на соревнованиях в танцах на льду чемпионата мира 2011 года.

Завершили любительскую спортивную карьеру после чемпионата мира 1992 года. Выступали в шоу, дважды занимали вторые места на чемпионатах мира среди профессионалов. В 2003 году их имена были включены в Зал славы мирового фигурного катания.
В настоящее время Сергей Пономаренко с семьёй живёт в США, в Калифорнии. Работает тренером на катке в Сан-Хосе, и кроме того, является техническим специалистом ИСУ.
В 2007 году Сергей вместе с женой принял участие в телешоу российского канала РТР «Танцы на льду. Бархатный сезон», где составил пару трёхкратной олимпийской чемпионке по синхронному плаванию Ольге Брусникиной.

## Личная жизнь
С 1984 года женат на партнёрше по паре Марине Климовой. В семье два сына — Тим (1998 г.р.) и Антон (2001 г.р.). Антон(Энтони) Пономаренко также выступает в спортивных танцах на льду в паре с Кристиной Каррейрой. Представляют США.

## Достижения
(с М. Климовой)
| Соревнование                         | 1983 | 1984 | 1985 | 1986 | 1987 | 1988 | 1989 | 1990 | 1991 | 1992 | 1995 | 1996 |
| ------------------------------------ | ---- | ---- | ---- | ---- | ---- | ---- | ---- | ---- | ---- | ---- | ---- | ---- |
| Олимпийские игры                     |      | 3    |      |      |      | 2    |      |      |      | 1    |      |      |
| Чемпионаты мира                      |      | 4    | 2    | 2    | 2    | 2    | 1    | 1    | 2    | 1    |      |      |
| Чемпионаты Европы                    | 4    | 3    | 2    | 2    | 2    |      | 1    | 1    | 1    | 1    |      |      |
| Чемпионаты мира среди профессионалов |      |      |      |      |      |      |      |      |      |      | 2    | 2    |

(с Т. Дурасовой)
| Сезон                             | 1977–1978 | 1978–1979 | 1979–1980 |
| --------------------------------- | --------- | --------- | --------- |
| Nebelhorn Trophy                  |           |           | 3         |
| Чемпионаты мира (юниоры)          | 1         | 1         |           |
| Спартакиада народов СССР (юниоры) | 1         |           |           |